# Lịch sử Hàn Quốc
Sau khi độc lập khỏi Đế quốc Nhật Bản vào năm 1945, bán đảo Triều Tiên bị chia cắt làm hai khu vực chiếm đóng quân sự do các hoạt động của Hoa Kỳ ở phía Nam và Liên Xô ở phía Bắc. Năm 1948, chính quyền miền Nam thành lập nhà nước Đại Hàn Dân Quốc theo chế độ dân chủ xen kẽ với chuyên quyền và được Liên Hợp Quốc công nhận là chính quyền hợp pháp trên bán đảo Triều Tiên.
Cũng trong giai đoạn này, Cộng hòa Dân chủ Nhân dân Triều Tiên theo chủ nghĩa cộng sản được thành lập ở miền Bắc dưới sự hỗ trợ của Liên Xô. Năm 1950, Bắc Triều Tiên tấn công Hàn Quốc dẫn đến chiến tranh Triều Tiên. Nhờ sự can thiệp của Bộ Tư lệnh Liên Hợp Quốc, Hoa Kỳ và Trung Quốc, hai bên tuy đã tạm thời đình chiến nhưng tiếp tục duy trì thái độ tiêu cực lẫn nhau cho đến tận ngày nay. Đồng thời, cả hai đều coi mình là chính quyền hợp pháp duy nhất của bán đảo.

## Đệ Nhất Cộng hòa

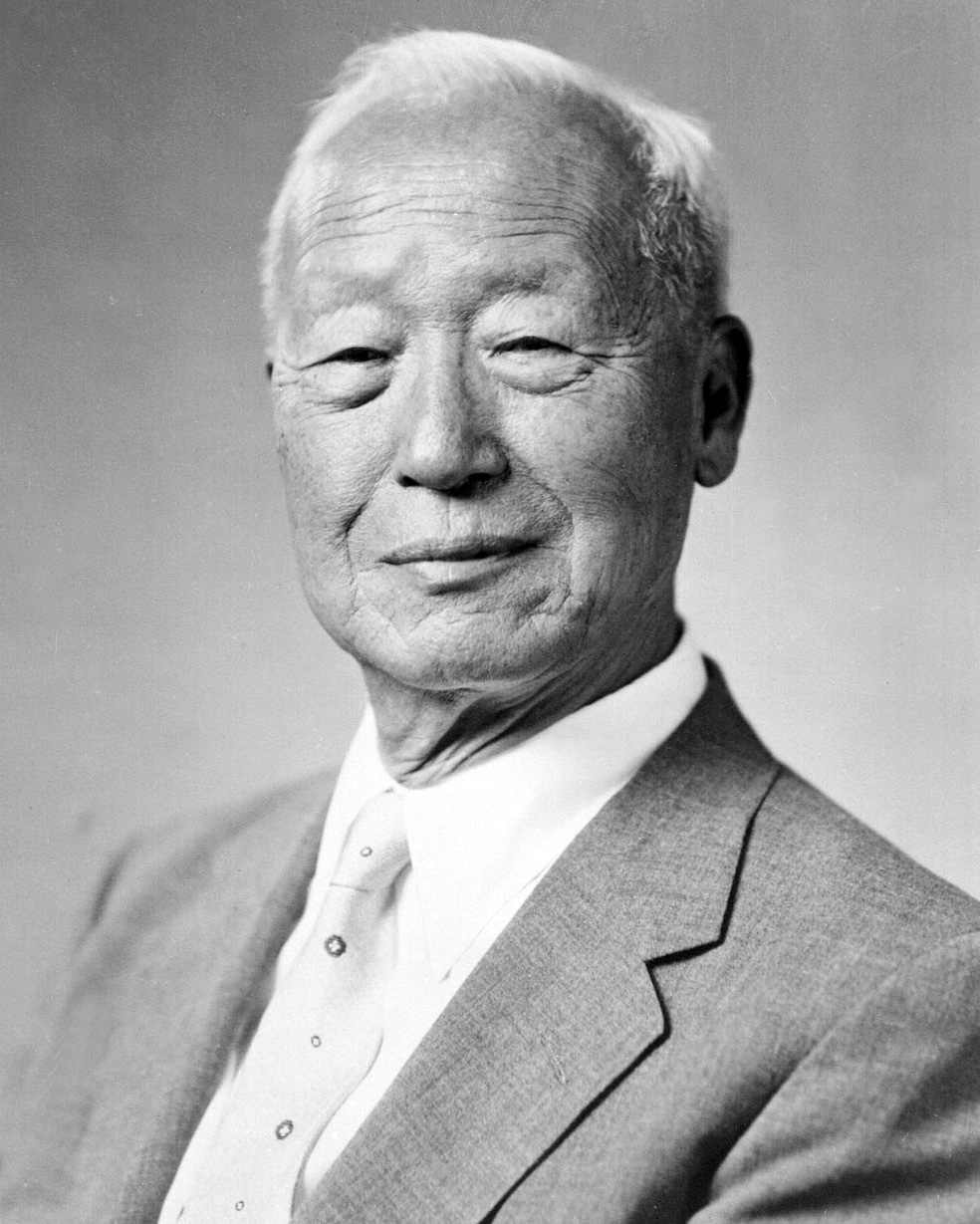
Lý Thừa Vãn, tổng thống đầu tiên của Hàn Quốc

Năm 1945 Nhật Bản đầu hàng vô điều kiện, bán đảo Triều Tiên ở được cai trị bởi Liên Xô ở miền Bắc và Hoa Kỳ ở miền Nam, nhưng sự khác biệt nghiêm trọng giữa hai bên trong chính phủ đoàn kết xây dựng bán đảo. Vào ngày 26 tháng 2 năm 1948, với sự tham gia tuyệt đối của Liên Xô và các nước Đông Âu, Liên Hợp Quốc đã thông qua một nghị quyết rằng bầu cử chỉ nên được tổ chức khi có thể. Vào ngày 10 tháng 5 cùng năm, phần phía nam của bán đảo đã tổ chức các cuộc bầu cử quốc hội vào ngày 12 tháng 7, Hiến pháp của Hệ thống Tổng thống đã được ban hành. Ngày 20, Lý Thừa Vãn được Quốc hội lập hiến bầu cử làm tổng thống. Vào ngày 15 tháng 8, chính phủ Hàn Quốc đã công bố thành lập chính thức.
Vào ngày 25 tháng 6 năm 1950, các lực lượng Bắc Triều Tiên đã đổ bộ vào Hàn Quốc. Dẫn đầu là Hoa Kỳ, một liên minh gồm 16 thành viên đã thực hiện hành động tập thể đầu tiên dưới Bộ Tư lệnh Liên Hợp Quốc (UNC) để bảo vệ Hàn Quốc.
Các dòng chiến đấu dao động gây ra một số lượng lớn thương vong dân sự và tàn phá nặng nề. Với sự gia nhập của Cộng hòa Nhân dân Trung Hoa thay mặt cho Bắc Triều Tiên vào cuối năm 1950, cuộc chiến đã đi đến bế tắc gần với ranh giới phân định ban đầu. Đàm phán đình chiến, bắt đầu vào tháng 7 năm 1951, cuối cùng đã kết thúc vào ngày 27 tháng 7 năm 1953 tại Panmunjeom, hiện ở Khu phi quân sự (DMZ). Sau khi đình chiến, chính phủ Hàn Quốc trở về Seoul vào ngày biểu tượng ngày 15 tháng 8 năm 1953.
Sau khi đình chiến, Hàn Quốc đã trải qua bất ổn chính trị dưới nhiều năm lãnh đạo độc đoán của Lý Thừa Vãn, kết thúc bằng cuộc nổi dậy của sinh viên năm 1960. Trong suốt thời gian cầm quyền, Lý Thừa Vãn đã tìm cách thực hiện các bước bổ sung để củng cố quyền kiểm soát chính phủ. Những điều này bắt đầu vào năm 1952, khi chính phủ vẫn còn ở Busan do chiến tranh đang diễn ra. Vào tháng 5 năm đó, Lý Thừa Vãn đã thúc đẩy thông qua các sửa đổi hiến pháp khiến cho tổng thống trở thành một vị trí được bầu trực tiếp. Để làm điều này, ông tuyên bố thiết quân luật, bắt giữ các thành viên đối lập của quốc hội, người biểu tình và các nhóm chống chính phủ. Lý Thừa Vãn sau đó đã được bầu bởi một biên độ rộng.
Rhee giành lại quyền kiểm soát quốc hội trong cuộc bầu cử năm 1954, và sau đó đã thông qua một sửa đổi để miễn trừ khỏi giới hạn tám năm, và một lần nữa được bầu lại vào năm 1956. Ngay sau đó, chính quyền của Rhee đã bắt giữ các thành viên của đảng đối lập và xử tử nhà lãnh đạo sau khi cáo buộc ông ta là gián điệp của Bắc Triều Tiên.
Chính quyền ngày càng đàn áp trong khi thống trị lĩnh vực chính trị, vào năm 1958, nó đã tìm cách sửa đổi Luật An ninh Quốc gia để thắt chặt kiểm soát của chính phủ đối với tất cả các cấp chính quyền, bao gồm cả các đơn vị địa phương. Những biện pháp này đã gây ra sự phẫn nộ trong nhân dân, nhưng bất chấp sự phản đối của công chúng, chính quyền của Lý Thừa Vãn đã gian lận bầu cử tổng thống tháng 3 năm 1960 và giành chiến thắng sau một trận lở đất.
Vào ngày bầu cử đó, các cuộc biểu tình của sinh viên và công dân chống lại sự bất thường của cuộc bầu cử đã nổ ra tại thành phố Masan. Ban đầu những cuộc biểu tình này đã bị cảnh sát địa phương dập tắt bằng vũ lực, nhưng khi xác của một học sinh được tìm thấy trôi nổi ở bến cảng Masan, cả nước đã nổi giận và các cuộc biểu tình lan rộng khắp cả nước. Vào ngày 19 tháng 4, các sinh viên từ các trường đại học và trường học khác nhau đã tập hợp và tuần hành trong cuộc biểu tình trên đường phố Seoul, trong cái gọi là Cách mạng tháng Tư. Chính phủ tuyên bố thiết quân luật, kêu gọi trong quân đội và đàn áp đám đông bằng hỏa lực.
Các cuộc biểu tình sau đó trên khắp đất nước đã làm rung chuyển chính phủ, và sau một cuộc biểu tình leo thang với các giáo sư đại học xuống đường vào ngày 25 tháng 4, Lý Thừa Vãn đã đệ đơn từ chức vào ngày 26 tháng 4 và lưu vong trốn sang Honolulu, Hawaii, Hoa Kỳ.

## Đệ Nhị Cộng hòa

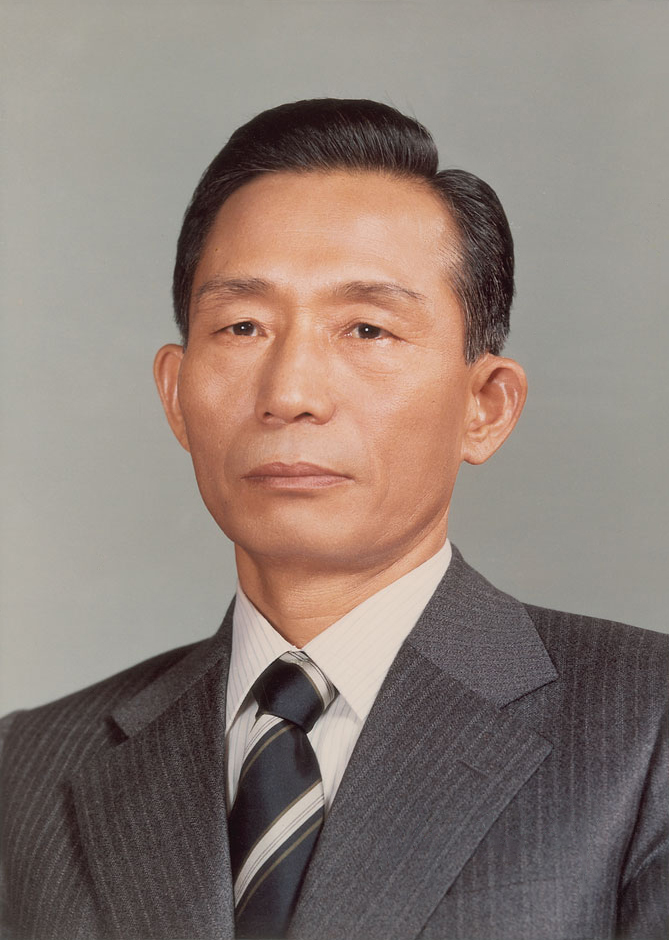
Park Chung-hee, tổng thống thứ ba của Hàn Quốc

Đệ nhị Cộng hòa là chính phủ thứ hai của Hàn Quốc trong tám tháng vào năm 1960 và 1961. Nó đã thành công trong Đệ nhất Cộng hòa và được theo dõi bởi chính Hội đồng Tối cao Tái thiết Quốc gia. Đó là chính phủ duy nhất theo hệ thống nghị viện trong lịch sử của Hàn Quốc. Đệ Nhất Cộng hòa được thành lập nhưng đã bị lật đổ bởi các cuộc biểu tình rộng rãi được gọi là "Cách mạng tháng 4" vào tháng 4 năm 1960. Sau khi sụp đổ, quyền lực được nắm giữ trong một thời gian ngắn bởi một chính quyền lâm thời theo Heo Jeong. Một cuộc bầu cử quốc hội mới được tổ chức vào ngày 29 tháng 7 năm 1960. Đảng Dân chủ, vốn nằm trong phe đối lập trong Đệ nhất Cộng hòa, dễ dàng giành được quyền lực và Đệ nhị Cộng hòa được thành lập. Đệ nhị Cộng hòa hoạt động dưới một nghị viện hệ thống. Đây là trường hợp đầu tiên và duy nhất Hàn Quốc chuyển sang hệ thống nội các thay vì hệ thống tổng thống. Cơ quan lập pháp của Hàn Quốc là quốc hội. Quốc hội được bầu bởi cả hai viện của cơ quan lập pháp và từng là nguyên thủ quốc gia. Do vô số sự lạm quyền của tổng thống đầu tiên của Hàn Quốc, vai trò của tổng thống Lý Thừa Vãn đã bị giảm đi rất nhiều bởi hiến pháp mới, đến mức gần như hoàn toàn theo nghi lễ. Quyền lực thực sự thuộc về thủ tướng và nội các, người được bầu bởi Quốc hội. đã được bầu làm tổng thống vào ngày 13 tháng 8 năm 1960 và thủ tướng và người đứng đầu chính phủ.

### Chính quyền quân sự
Một cuộc đảo chính quân sự do tướng Park Chung-hee lãnh đạo vào ngày 16 tháng 5 năm 1961, chấm dứt hiệu quả cho nền Cộng hòa thứ hai. Park Chung Hee, một trong một nhóm các nhà lãnh đạo quân sự, những người đã thúc đẩy phi chính trị hóa quân đội, cảm thấy không hài lòng với các biện pháp dọn dẹp được thực hiện bởi Đệ nhị Cộng hòa. Tin chắc rằng nhà nước mất phương hướng hiện tại sẽ sụp đổ thành chủ nghĩa cộng sản, họ đã chọn đưa vấn đề vào tay mình.
Các nhà lãnh đạo quân sự hứa sẽ trả lại chính phủ cho một hệ thống dân chủ càng sớm càng tốt. Vào ngày 2 tháng 12 năm 1962, người dân Hàn Quốc đã tổ chức một cuộc trưng cầu dân ý về việc trở lại một hệ thống cai trị của tổng thống, được cho là đã vượt qua với đa số 78%. Park Chung Hee và các nhà lãnh đạo quân sự khác cam kết không ra tranh cử trong các cuộc bầu cử tiếp theo. Dù sao, ông cũng tranh cử tổng thống, giành chiến thắng trong cuộc bầu cử năm 1963.

## Đệ Tam Cộng hòa
Park Chung Hee đã chạy lại trong cuộc bầu cử năm 1967, chiếm 51,4 phần trăm số phiếu. Vào thời điểm đó, hiến pháp giới hạn tổng thống trong hai nhiệm kỳ, nhưng một nghị sĩ đã buộc sửa đổi hiến pháp thông qua Quốc hội, vào năm 1969, cho phép ông tìm kiếm một nhiệm kỳ thứ ba. Ông đã giành chiến thắng trong cuộc bầu cử tổng thống năm 1971 trước ứng cử viên đối lập hàng đầu là Kim Dae-jung.
Đệ Tam Cộng hòa thấy Hàn Quốc bắt đầu có vai trò tự tin hơn trong quan hệ quốc tế, bình thường hóa quan hệ với Nhật Bản trong một thỏa thuận được phê chuẩn vào ngày 14 tháng 8 năm 1965. Chính phủ tiếp tục quan hệ chặt chẽ với Hoa Kỳ, và tiếp tục nhận được nhiều số lượng viện trợ. Một tình trạng thỏa thuận lực lượng đã được ký kết vào năm 1965, làm rõ tình hình pháp lý của các lực lượng Hoa Kỳ đóng quân ở đó. Ngay sau đó, Hàn Quốc đã chiến trong chiến tranh Việt Nam, cuối cùng đã gửi hơn 325.000 binh sĩ đến chiến đấu bên cạnh quân đội Hoa Kỳ và Nam Việt Nam.
Nền kinh tế tăng trưởng nhanh chóng trong thời kỳ đó. Chế độ Park Chung-hee đã sử dụng dòng viện trợ nước ngoài từ Nhật Bản và Hoa Kỳ để cung cấp các khoản vay cho các doanh nghiệp xuất khẩu với lãi suất âm. Chính phủ cũng hỗ trợ xây dựng nhà máy thép POSCO, được đưa vào hoạt động sớm ở nền cộng hòa thứ tư.
Vào ngày 6 tháng 12 năm 1971, Park Chung-hee tuyên bố tình trạng khẩn cấp quốc gia. Vào ngày 4 tháng 7 năm sau, ông đã công bố kế hoạch thống nhất trong một hiệp ước chung với Triều Tiên. Park Chung-hee tuyên bố thiết quân luật vào ngày 17 tháng 10 năm 1972, giải tán Quốc hội. Ông cũng tuyên bố kế hoạch loại bỏ cuộc bầu cử phổ biến của tổng thống.

## Đệ Tứ Cộng hòa
Đệ Tứ Cộng hòa đầu với việc thông qua Hiến pháp Yusin vào ngày 21 tháng 11 năm 1972. Hiến pháp mới đó đã trao cho Park Chung-hee quyền kiểm soát hiệu quả đối với quốc hội. Trước tình trạng bất ổn phổ biến đang diễn ra, Park đã ban hành các sắc lệnh khẩn cấp vào năm 1974 và 1975, dẫn đến việc bỏ tù hàng trăm nhà bất đồng chính kiến. Thời kỳ này cũng chứng kiến sự tăng trưởng kinh tế mạnh mẽ.

## Đệ Ngũ Cộng hòa
Sau vụ ám sát Park Chung-hee bởi Kim Jae-kyu vào năm 1979, một xã hội dân sự có tiếng nói đã xuất hiện dẫn đến những cuộc biểu tình mạnh mẽ chống lại sự cai trị độc đoán. Được cấu thành chủ yếu từ các sinh viên đại học và các công đoàn lao động, các cuộc biểu tình đã đạt đến đỉnh điểm sau cuộc đảo chính năm 1979 của Thiếu tướng Chun Doo-hwan vào ngày 12 tháng 12 và tuyên bố thiết quân luật. Vào ngày 18 tháng 5 năm 1980, một cuộc đối đầu ở thành phố Gwangju giữa các sinh viên Đại học Quốc gia Chonnam phản đối việc đóng cửa trường đại học của họ và các lực lượng vũ trang đã biến thành một cuộc bạo loạn trên toàn thành phố kéo dài chín ngày. Ước tính ngay lập tức về số người chết dân sự dao động từ vài chục đến 2000, với một cuộc điều tra đầy đủ sau đó của chính phủ dân sự tìm thấy 207 người chết. Sự phẫn nộ của công chúng đối với các vụ giết người được củng cố ủng hộ dân chủ trên toàn quốc.

## Đệ lục Cộng hòa
Năm 1987, Roh Tae-woo, một trong những đồng nghiệp của Chun trong cuộc đảo chính năm 1979 và là thành viên của Hanahoi, đã giành chiến thắng trong cuộc bầu cử tổng thống bằng cách bỏ phiếu phổ biến. Năm 1992, Kim Young-sam đã giành chiến thắng trong cuộc bầu cử tổng thống, tổng thống dân sự đầu tiên của đất nước trong ba mươi năm. Năm 1997, quốc gia bị khủng hoảng tài chính nghiêm trọng, nhưng đã phục hồi vững chắc. Hàn Quốc cũng đã duy trì cam kết dân chủ hóa các quy trình chính trị của mình, khi Kim Dae-jung giành được chức tổng thống trong cùng năm. Điều đó thể hiện sự chuyển giao đầu tiên của chính phủ giữa các bên bằng biện pháp hòa bình. Kim Dae-jung theo đuổi "Chính sách Ánh Dương", một loạt các nỗ lực để hòa hợp hòa giải với miền Bắc Triều Tiên cộng sản, đỉnh điểm là cuộc hội đàm thượng đỉnh với nhà lãnh đạo Bắc Triều Tiên Kim Nhật Thành. Kim Dae-jung nhận Giải Nobel Hòa bình, năm 2000, vì sáng kiến hòa bình của ông. Hiệu quả của Chính sách Ánh dương đã được đặt ra trong bối cảnh các cáo buộc tham nhũng. Roh Moo-hyun đã giành chiến thắng trong cuộc bầu cử tổng thống năm 2002.
Vào ngày 12 tháng 3 năm 2004, quốc hội Hàn Quốc đã bỏ phiếu để luận tội tổng thống Roh Moo-hyun về tội tham nhũng và bảo trợ chính trị. Đảng Uri, chỉ ủng hộ tổng thống, giận dữ tẩy chay bỏ phiếu. Chuyển động đó rõ ràng đã ảnh hưởng đến kết quả của cuộc bầu cử quốc hội được tổ chức vào ngày 15 tháng 4 năm 2004, trong đó Đảng Uri giành được 152 ghế trong tổng số 299 ghế trong Quốc hội. Lần đầu tiên sau 18 năm, đảng cầm quyền trở thành đa số trong quốc hội. Điều đó được cho là lần đầu tiên sau hơn bốn mươi năm, một đảng tự do đã chiếm đa số trong Hội đồng Nhà nước. Đảng Uri mất đa số trong các cuộc bầu cử phụ vào năm 2005.